# Aksajskij rajon
L'Aksajskij rajon, in russo Аксайский район?, è un rajon dell'Oblast' di Rostov, nella Russia europea. Istituito nel 1936, il capoluogo è Aksaj.